# Ana de Santana
Ana Paula de Jésus Faria Santana, connue sous le nom de Ana de Santana ou Ana Koluki, née le 20 octobre 1960, est une femme de lettres angolaise.

## Biographie
Elle est née à Gabela, province de Kwanza-Sud, et a grandi à Luanda. Elle est diplômée en économie et gestion d'entreprise à l'université de Westminster et d'un Master of Science  en Histoire de l'économie et du Développement à  la London School of Economics and Political Science (LSE). En 1986, elle publie le recueil de poésie Sabores, Odores Sonho e (les Saveurs, les odeurs et les Songes),. Mêlant les thèmes de l'héritage culturel de l'Angola et de l'Afrique, des égarements politiques et des troubles civils, son travail décrit la difficulté de la vie quotidienne, la persistance de certains blocages et les désirs contrarié.
Dans son ouvrage consacré à la littérature africaine, Oyekan Owomoyela considère que Ana de Santana et Ana Paula Ribeiro Tavares, née en 1952, sont des poétesses angolaises importantes, dans un genre littéraire jusqu'alors dominé par les hommes. Selon Luís Kandjimbo, elle appartient à un groupe d'hommes et femmes de lettres en Angola qu'il désigne comme la "Génération des Incertitudes" (Geração das Incertezas), des écrivains qui expriment dans leurs œuvres un désabusement, une mélancolie, et une déception sur les conditions politiques et sociales du pays. Cette génération des Incertitudes  comprend également João Maimona, José Eduardo Agualusa, Amélia da Lomba, Lopito Feijoó, João de Melo, ou encore la poétesse Maria Alexandre Dáskalos, née en 1957. Ana de Santana, Maria Alexandre Dáskalos, et Ana Paula Tavares ont en commun d'aborder également des thèmes touchant le désir érotique et l'hétérosexualité.

## Œuvres littéraires
- (pt) Ana de Santana, Sabores, Odores e Sonho, Luanda, União de escritores angolanos, 1985 (OCLC 463671646, présentation en ligne)
- (pt) Ana de Santana, À Unha, EDUFRN, 2018, 74 p. (présentation en ligne)
- (es) Ana de Santana, Las ruinas de Abades : los recuerdos dormidos, Ediciones Singularidad, 2024, 299 p. (ISBN 9788412109474, OCLC 1433294135, présentation en ligne)
- (es) Ana de Santana, Los sueños rotos, Singularidad, [Santa Cruz de Tenerife], 2025, 285 p. (ISBN 9788412921533, OCLC 1528864959, présentation en ligne)